# 1978 w nauce

## Nauki przyrodnicze i ścisłe

### Astronomia
- Maarten Schmidt – Nagroda Henry Norris Russell Lectureship przyznawana przez American Astronomical Society

## Nagrody Nobla
- Fizyka – Piotr Kapica, Arno Allan Penzias, Robert Woodrow Wilson
- Chemia – Peter D. Mitchell
- Medycyna – Werner Arber, Daniel Nathans, Hamilton Othanel Smith